# Estádio Bruno José Daniel
Estádio Bruno José Daniel (zwany również Brunão)  – stadion wielofunkcyjny w Santo André, São Paulo (stan), Brazylia, na którym swoje mecze rozgrywa klub Esporte Clube Santo André.

## Historia
14 grudnia 1969 – inauguracja
03 czerwca 1979 – rekord frekwencji
1985 – na stadionie odbywa się koncert grupy Menudos, podczas którego zostaje zniszczona murawa. Właściciel naprawia ją dopiero po roku z powodu braku środków
10 marca 2005 – po raz pierwszy na stadionie odbywa się mecz w rozgrywkach Copa Libertadores. Santo André remisuje 2-2 z paragwajskim Cerro Porteño